# Олександрівка (селище, Кропивницький район)
Олекса́ндрівка — селище міського типу в Україні, центр Олександрівської селищної громади Кропивницького району Кіровоградської області України. Колишній центр Олександрівського району. Почесним жителем села є Петро Васильович Попович. Петро Васильович Попович  є відмінником міністерства охорони здоров’я, заслуженим лікарем України, нагороджений відзнакою Верховної Ради, обласної Ради і Облдержадміністрації, а також Почесною відзнакою МНС України, почесною відзнакою Товариства Червоного Хреста України, французьким гуманітарним знаком Ротаріанського руху.

## Географія

Двір одного з німецьких будинків

Олександрівка розташована у північній частині області в лісостеповій зоні, на річці Тясмин, на відстані 54 км від обласного центру. Територія — 6,025 км².
Північна околиця селища є кордоном між Кіровоградською та Черкаською областями. На південному сході Олександрівка межує з селом Бірки.
Клімат помірно континентальний. Середньомісячна температура січня — −6,6 °C, липня — +20,2 °C. Середньорічна кількість опадів — 527 мм. Переважають північні і північно-західні вітри.
Ґрунти лугові, лучно-чорноземні, чорноземні звичайні, дерено-глинисті на древньому аллювії. Чорноземи розорані. Неорані ділянки ґрунту на південь покриті степовою рослинністю і лісосмугами. У долині річки Тясмин рослинність болотно-лугова.
Корисні копалини представлені горючими сланцями і бурим вугіллям, що не розробляються.

## Населення

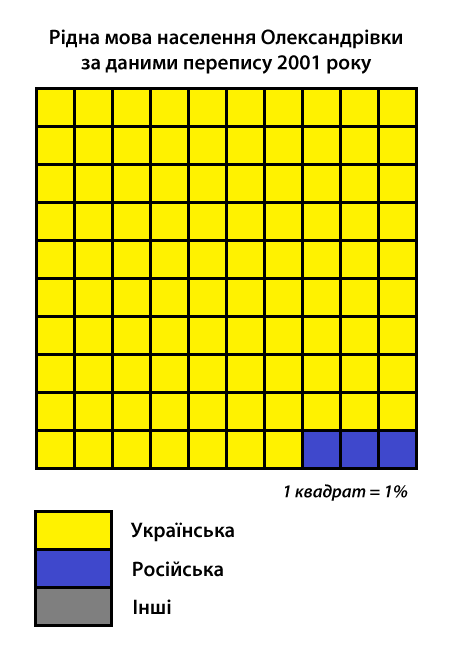
Рідна мова населення Олександрівки за даними перепису 2001 року

В другій половині XIX століття в Олександрівці стрімко зростала кількість єврейського населення. Відповідно до перепису 1897 року, з 4366 жителів містечка євреї становили 74 %.
Зараз населення Олександрівки становить 8,8 тисяч жителів. За національним складом переважають українці. Мешкають тут також росіяни, білоруси, євреї, вірмени, цигани та інші. В останні роки населення Олександрівської селищної ради зменшується. На 1 січня 2010 р. населення становило 9 тис. 190 мешканців, станом на 1 січня 2011 р. — 9 тис. 92 осіб, на 1 вересня 2012 р. — 9 тис. 21 особи. З них в Олександрівці — 8 тис. 927 осіб, с. Китайгород — 58 осіб, с. Северинівка — 36 осіб.

### Мова
Розподіл населення за рідною мовою за даними перепису 2001 року:
| Мова            | Кількість | Відсоток |
| --------------- | --------- | -------- |
| українська      | 10619     | 96.66%   |
| російська       | 309       | 2.81%    |
| вірменська      | 23        | 0.21%    |
| білоруська      | 12        | 0.11%    |
| румунська       | 12        | 0.11%    |
| ромська         | 6         | 0.06%    |
| єврейська       | 2         | 0.02%    |
| німецька        | 1         | 0.01%    |
| інші/не вказали | 2         | 0.01%    |
| Усього          | 10986     | 100%     |

За даними перепису 2001 року 96,66 % населення селища вказали українську мову рідною, 2,81 % — російську, 0,53 % — інші мови.

## Історія

### XVIII століття
Олександрівка виникла в першій половині XVII століття. В середині XVIII століття тут була споруджена церква. У грамоті, виданій в 1785 році польським королем Станіславом Августом власнику Олександрівки Феліціану Пилявському, вона вперше згадується як містечко.
У 1787 році Олександрівка перейшла у власність російського князя Г. Потьомкіна, що подарував її своєму родичу підполковнику Ф. Бжозовському. Той, у свою чергу, продав містечко разом із кріпаками декільком поміщикам.

### XIX століття
Під час повстання декабристів 1825 року командир 27-ї кінно-артилерійської роти, що дислокувалася в Олександрівці, підполковник А. Єнтальцев був членом Кам'янської управи Південного товариства. За це він був засуджений на каторгу і відправлений у Сибір. Разом з ним на поселення виїхала і дружина — Олександра Василівна
У 1855 році селяни Олександрівки, що входила тоді до Чигиринського повіту Київської губернії, протестуючи проти сваволі поміщиків, взяли активну участь у Київській козаччині.
У 1860 році в Олександрівці була відкрита перша церковнопарафіяльна школа.
У 1839 році в містечку був збудований цукровий завод, а в середині XIX століття — тютюнова фабрика, пивоварний і два цегельних заводи. У 50-х роках XIX століття цукровий завод було взято в оренду і реконструйовано торговим домом Яхненків-Симиренків. Представники торгового дому почали закуповувати цукровий буряк не лише в поміщицьких, але й у селянських господарствах Олександрівки.
Економічному розвитку містечка сприяло відкриття в 1876 році залізничного руху через станцію Фундукліївка, яку назвали на честь київського цивільного губернатора І. Фундуклія.

### XX століття
На початку XX століття в Олександрівці, що з 1866 року стала волосним центром, функціонували заводи шипучих вод, пивоварний, цегельний, цукровий, вісім вітряних і п'ять кінних млинів, готель, шість постоялих дворів та дві казенні винні крамниці.
Після падіння царизму в 1917 році на цукровому заводі були створені профспілкова організація і фабзавком, які очолили боротьбу робітників за контроль над виробництвом. Селянська біднота почала захоплювати поміщицькі землі і ділити поміщицьке майно.
Українці декілька років боролися за незалежну державу, але внутрішні чвари призвели до поразки і окупації країни більшовиками, які затвердили свою злочинну владу в січні 1920 року. Почалися масові розстріли та репресії. Не всі пережили голод 1922-23 р.р. та страшний Голодомор 1932-33 р.р.
У 1921 році Олександрівка одержує статус села, а з 1923 року стає районним центром Черкаського округу. Після ліквідації округу вона увійшла до складу Кам'янського району Київської області. У 1935 році Олександрівка стала райцентром Київської, а з 1939 року — Кіровоградської області.
У 1936 році Олександрівка була повністю електрифікована і радіофікована, розпочалась реконструкція цукрового заводу, що завершилась в 1937 році. Функціонували лікарня, пологовий будинок, клуб, бібліотека. В середній школі працювали 16 педагогів, що навчали 260 дітей.

Перехрестя вулиць Леніна (нинi Незалежності України) і Шевченка (1950)

Відступаючи, радянські війська зруйнували цукровий завод, залізничну станцію, нафтобазу, лікарню, аптеку, три школи, багато житлових будинків, спалили маслозавод і млин. 

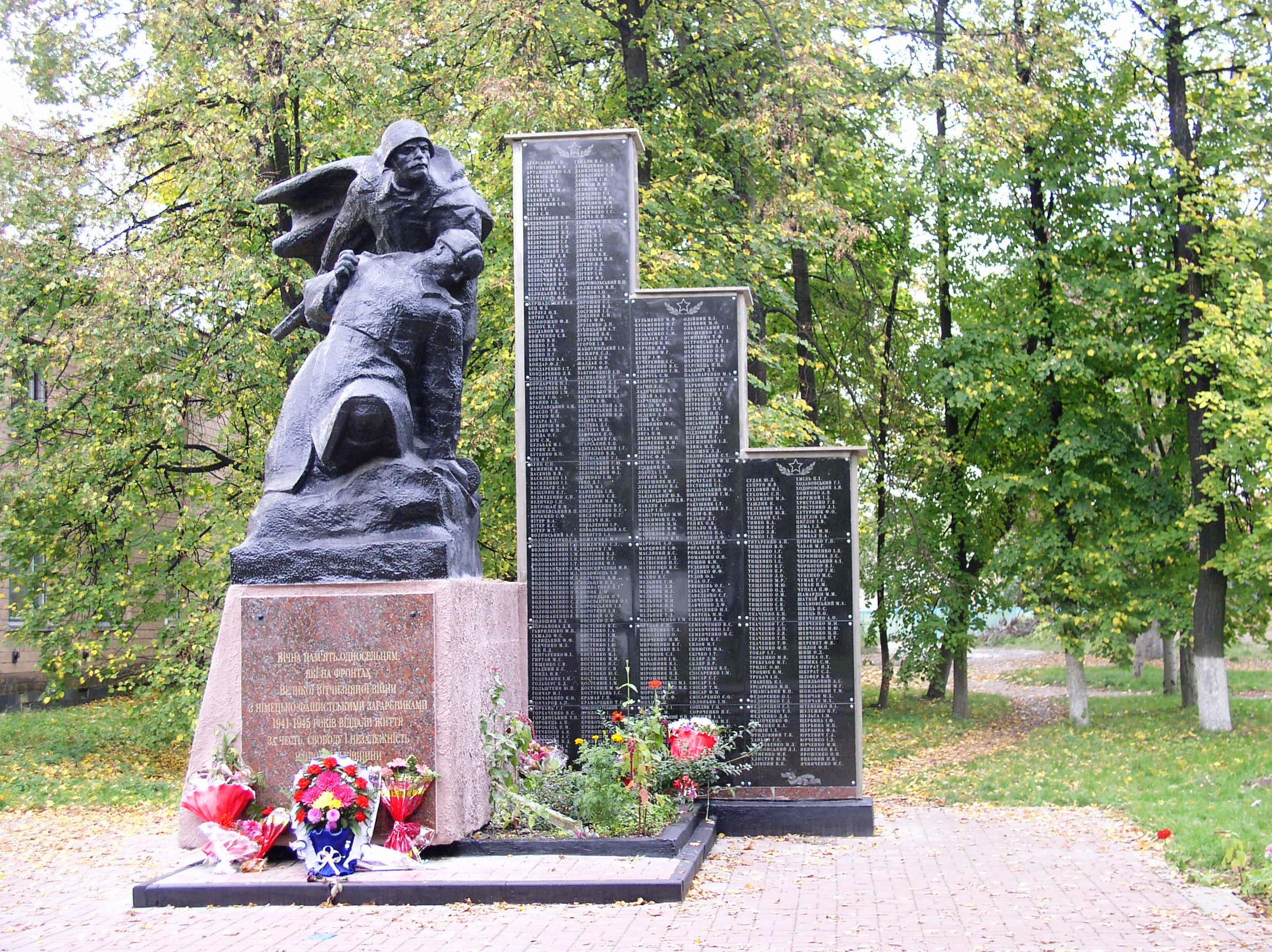
Пам'ятник землякам, які загинули у Другій світовій війні

За період німецької окупації Олександрівки (5 серпня 1941 — 8 січня 1944 року) 637 осіб, серед яких значну кількість становили євреї, були розстріляні. На фронтах другої світової війни воювали 956 олександрівців; 179 з них загинули в боях.
В 1947 році людей чекав черговий голод. У післявоєнні роки зруйноване радянське господарство було відновлене. Паралельно з цим було споруджено автовокзал, кінотеатр, два будинки культури, бібліотеку, універмаг, аптеку, побуткомбінат, банно-пральний комбінат, багато житлових будинків.
У 1957 році Олександрівка стала селищем міського типу.
У 1970-х роках поблизу Олександрівки було прокладено газопровід «Союз», одну з ділянок якого споруджувала молодь з Німеччини. Поблизу Олександрівки було відкрито газокомпресорну станцію і ремонтну базу. Це зумовило будівництво в селищі багатоповерхових будинків за німецьким зразком.
У 1988 році було споруджено Олександріваське ЛВУМГ, яке підпорядковується філії «Черкаситрансгаз»
Основні види діяльності за профільними підрозділами:
- експлуатація магістральних газопроводів газотранспортної системи;
- транспортування природного газу споживачам.

### Сучасність
Роки перебудови викликали негативні явища в економіці селища. Наприкінці 80-х — початку 90-х років було закрито швейний та галантерейний цехи фабрики «Україна». Кінотеатр, банно-пральний комбінат та частина інших підприємств працюють періодично, зростає кількість безробітних. Приватизовані майже всі промислові підприємства.
У 2000 році на базі колективного сільськогосподарського підприємства «Іскра» створене сільськогосподарське підприємство з обмеженою відповідальністю. В Олександрівці сформувався прошарок дрібних підприємців, які займаються в основному торгівлею.

## Інфраструктура

Кафе-бар «Оксана» (вул. Володимирська, 22)

### Промисловість
В Олександрівці діють такі промислові підприємства: ВАТ «2-й імені Петровського цукровий завод», комбікормовий завод, завод продтоварів (виробництво безалкогольних напоїв, оцту, соняшникової олії), харчокомбінат райспоживспілки (хлібобулочні, макаронні вироби, ковбаси, копченості), Фундукліївське хлібоприймальне підприємство, друкарня, автотранспортне підприємство, дві дорожньо-будівельні організації, газокомпресорна станція, ремонтна база, три будівельні організації та ін. Функціонують інкубаторно-птахівницька станція і сільськогосподарське підприємство з обмеженою відповідальністю «Іскра».

### Транспорт
В Олександрівці є залізнична станція Фундукліївка на лінії Київ — Синельнікове. Залізнична колія електрифікована.
Зручному транспортному сполученню Олександрівки сприяє те, що селище розміщено поруч з автошляхами Н01 та Н14. В населеному пункті діє автостанція, що має автобусний зв'язок з Києвом, Кропивницьким, Черкасами, Кривим Рогом, Жовтими Водами та Миколаєвом.

## Соціальна сфера
Працюють три загальноосвітні школи, де навчаються 1659 учнів, а також філія Кіровоградського ПТУ. До послуг дітей і юнацтва — станція юних техніків, районний Будинок дитячої творчості.
У селищі функціонують центральна районна лікарня з поліклінікою, три аптеки і п'ять їхніх філій.

### ЗМІ
В Олександрівці видаються районна газета «Вперед», газета районної організації Народного Руху України «Мета», працює редакція районного радіомовлення.

### Релігія
В селищі діє Свято-Успенська церква (УПЦ МП), громади Церкви адвентистів сьомого дня, євангельських християн-баптистів.

### Спорт
У селищі є стадіон, де проходять ігри на першість області по футболу, у яких активну участь бере місцева футбольна команда «Тясмин». Спортивну зміну готують дитячо-юнацька спортивна школа та шаховий клуб «Олімп». Серед вихованців дитячо-юнацької спортивної школи — чемпіони України по легкій атлетиці Володимир Білокінь та Володимир Рибалка.

### Рекреаційні ресурси
На півночі селища розкинувся сосновий ліс з ботанічним пам'ятником місцевого значення Георгіївським гаєм (площа 5,4 га).
На берегах річки Тясмин і в Георгіївському гаї створені зони відпочинку.

## Культура
В Олександрівці є районний (на 500 місць) і міський Будинки культури, клуб та бібліотека цукрового заводу, районні бібліотеки для дітей і дорослих, дитяча музична школа та центр «Сімейний будинок». У районному Будинку культури високу виконавську майстерність демонструють народні самодіяльні колективи: хор «Тясмин» (засновник — Віталій Бідненко), агітаційно-художня бригада «Голос часу», театр. Працює дискотека «Райдуга». Звання «народного» носить фольклорний ансамбль «Джерельце» районного Будинку дитячої творчості.

### Пам'ятки архітектури
Пам'яткою архітектури місцевого значення є контора цукрового заводу (XX століття).
В околицях Олександрівки розташовані п'ять курганів, що відносяться до скіфських часів і є пам'ятками археології місцевого значення. Виявлені передскіфські (ХІ—Х ст. до н. е.) скіфські (VI—IV ст. до н. е.), а також ранньослов'янські поселення і могильник черняхівської культури (II—VII століття).

### Міська скульптура
Пам'ятники селища:
- Тарасу Шевченку (два пам'ятники);
- Левку Мацієвичу;
- Жертвам Голодомору 1932—1933 років;
- Першій річниці незалежності України (пам'ятний знак);
- Трудової слави;
- Землякам, що загинули під час другої світової війни;
- Героїв Радянського Союзу — уродженців району (пам'ятний знак).

Меморіальні дошки селища:
- Левку Мацієвичу;
- Єлисаветградського підпільного райкому КП(б)У (1941–1943);
- Звільнення Олександрівки від німецької окупації (1944).

## Відомі люди
В Олександрівці народилися:
- Абраменко Наталія Едуардівна — українська спортсменка, легкоатлетка;
- Бабич Олександр Володимирович (1976—2014) — майор Збройних сил України, учасник російсько-української війни;
- Василинюк Олександр Михайлович (1976—2020) — підполковник Національної гвардії України, замісник командира в/ч 3029 (м. Запоріжжя) по особовому складу, ветеран війни на сході України. Народився та навчався в Олександрівській школі № 3;
- Мацієвич Левко Макарович — один з перших українських льотчиків, корабельний інженер, громадський діяч;
- Барабаш Світлана Григорівна — поетеса, професор, заслужений працівник освіти України;
- Федорченко Адольф Михайлович — доктор фізико-математичних наук, фізик-теоретик;
- Добровольська Г. С. — заслужений ветеринарний лікар України;
- Клименко Яків Дмитрович (1912 — 1984) — український письменник, член Спілки письменників СРСР, заслужений працівник культури УРСР.
- Куманський Броніслав П. — заслужений журналіст України.
- Куценов Олександр Сергійович (1987—2014) — старший солдат Збройних сил України, учасник російсько-української війни, загинув під Іловайськом
- Метлінський Микола Володимирович (1970—2018) — сержант Збройних сил України, учасник російсько-української війни.
- П'ятигорський Леонід Мойсейович — радянський фізик-теоретик.

В Олександрівці провів дитячі роки (до 1815 року), тривалий час жив і творив (1825–1850 роки) польськомовний письменник української школи М. А. Грабовський, у гостях у якого бували українські письменники Пантелеймон Куліш і Тарас Шевченко, польськомовний письменник Северин Гощинський.
Із селищем пов'язані життя та діяльність українського письменника В. Ф. Кобзаря, художника Ф. Ф. Лагна, академіка Академії інженерних наук України, заслуженого працівника промисловості України Ю. Ф. Цюкала, заслужених працівників культури України В. М. Савустяненка, К. В. Білошапки, І. Д. Петренка, заслуженого працівника освіти України М. В. Орлика, заслужених вчителів України Т. А. Піонтковської, М. Є. Шаланського, М. Ф. Ярмоленко, заслуженого агронома України Ю. К. Коваленка, заслуженого ветеринарного лікаря України А. Г. Гнибіденко, Героя Радянського Союзу І. X. Календюка.

## Фотогалерея

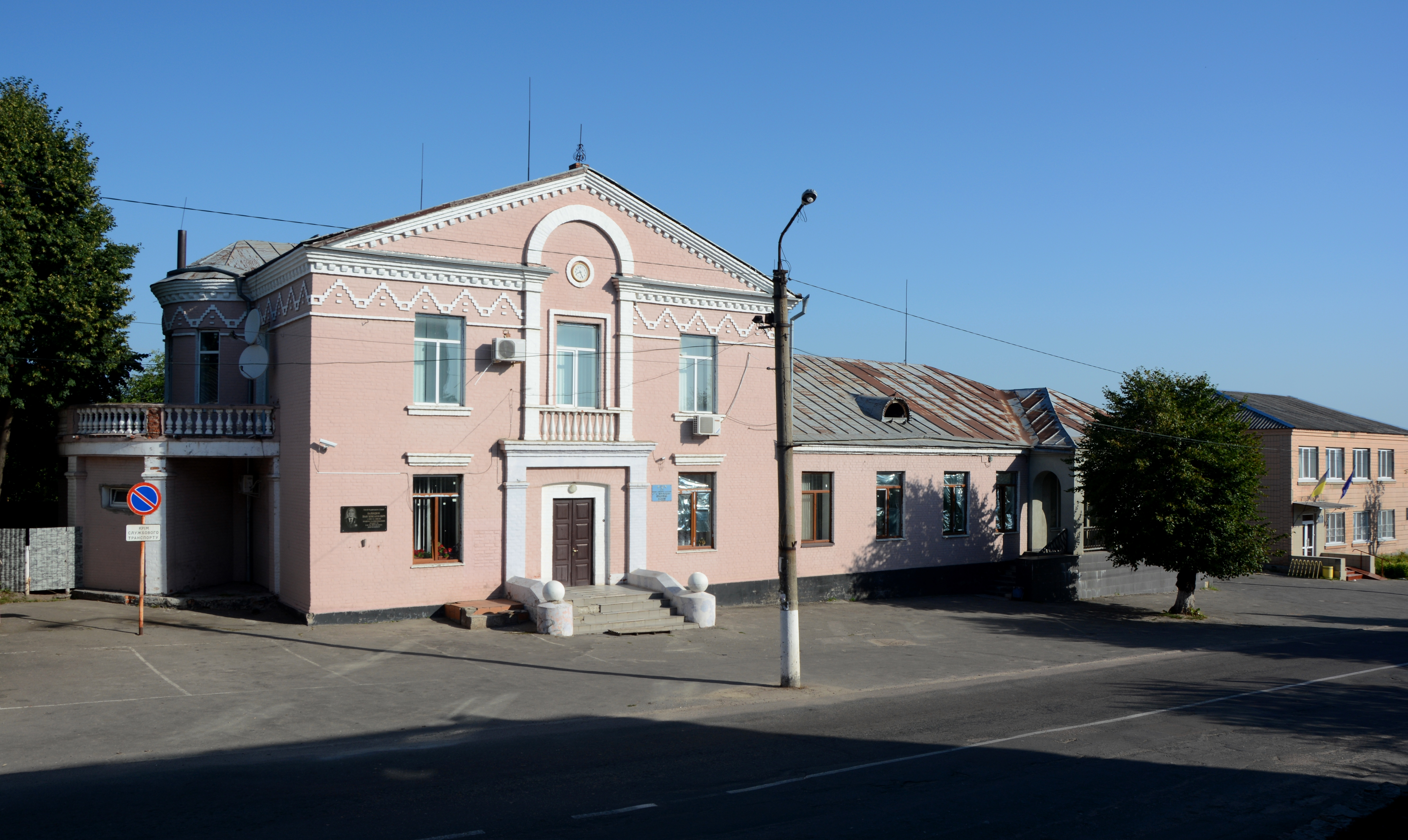
Контора цукрового заводу, вул. Незалежності України, 50